# 藤井カヨ
藤井カヨ（ふじい かよ、1888年（明治21年）3月12日 - 1999年（平成11年）8月6日）は、かつて日本最高齢だった山口県周南市の女性。
1999年（平成11年）4月29日、当時国内最高齢だった石崎伝蔵が死去し、日本最高齢となった。同年8月6日に肺炎のため、山口県徳山市の病院で死去した。111歳147日没。藤井の死去により、石黒ミヱが日本最高齢となった。